# Conseil européen des 21 et 22 juin 2002
Le Conseil européen de Séville s'est tenu dans la ville espagnole de Séville les 21 et 22 juin 2002, avec comme hôte le Premier ministre José María Aznar (Parti populaire, droite).
Cette réunion lie les questions d'asile et d'immigration à la politique extérieure de l'UE, dans le cadre de l'externalisation de l'asile et du « codéveloppement ». Dans ses conclusions, le Conseil demande « instamment que, dans tout futur accord de coopération, accord d'association ou accord équivalent que l'Union européenne ou la Communauté européenne conclura avec quelque pays que ce soit, soit insérée une clause sur la gestion conjointe des flux migratoires ainsi que sur la réadmission obligatoire en cas d'immigration illégale ».

## Sources

## Compléments